# Angola vid världsmästerskapen i friidrott 2022
Angola tävlade vid världsmästerskapen i friidrott 2022 i Eugene i USA mellan den 15 och 24 juli 2022. Angola hade en trupp på en idrottare.

## Resultat
Gång- och löpgrenar
| Idrottare     | Gren                | Försöksheat | Försöksheat | Semifinal        | Semifinal        | Final            | Final            |
| Idrottare     | Gren                | Resultat    | Placering   | Resultat         | Placering        | Resultat         | Placering        |
| ------------- | ------------------- | ----------- | ----------- | ---------------- | ---------------- | ---------------- | ---------------- |
| Marcos Santos | Herrarnas 200 meter | 0DSQ0       | 0DSQ0       | Gick inte vidare | Gick inte vidare | Gick inte vidare | Gick inte vidare |